# Liste der Gedenktafeln in Berlin-Biesdorf
Die Liste der Gedenktafeln in Berlin-Biesdorf enthält die Namen, Standorte und, soweit bekannt, das Datum der Enthüllung von Gedenktafeln.
Die Liste ist nicht vollständig.

## Biesdorf
| Bild | Name                           | Standort                                                                   | Datum der Enthüllung |
| ---- | ------------------------------ | -------------------------------------------------------------------------- | -------------------- |
|      | Hans Brass                     | Brebacher Weg 15                                                           |                      |
|      | Euthanasieopfer 1940–1941      | Brebacher Weg 15 (Gelände des ehemaligen Wilhelm-Griesinger-Krankenhauses) | 11. September 1998   |
|      | Otto Nagel                     | Otto-Nagel-Str. 5                                                          |                      |
|      | Arno Philippsthal              | Oberfeldstraße 10                                                          |                      |
|      | Ronald M. Schernikau           | Cecilienstraße 241                                                         |                      |
|      | Eduard von Winterstein         | Hafersteig 38                                                              |                      |
|      | Wilhelm-Griesinger-Krankenhaus | Brebacher Weg 15                                                           |                      |